# Jadwa Investment
Jadwa Investment (arabisch جدوى للاستثمار, DMG Ǧadwā li-l-Istiṯmār) ist eine 2006 gegründete saudische Investmentfirma.

## Geschäft
Die operativen Bereiche umfassen Asset Management, Investment Banking, Research, Proprietary Investments und Equity Brokerage. Alle von Jadwa Investment angebotenen Wertpapierdienstleistungen werden von einem "Scharia-Aufsichtsrat" überwacht und sollen vollständig Scharia-konform sein.